# Orthoptique
Ne doit pas être confondu avec Orthoptie.

L'orthoptique d'une parabole est sa directrice (violet).

Ellipse et son orthoptique (violet)

Hyperbole avec son orthoptique (violet)

En géométrie, une orthoptique est l'ensemble des points pour lesquels deux tangentes d'une courbe donnée se rencontrent à angle droit.
Plus généralement, une isoptique est l'ensemble des points pour lesquels deux tangentes d'une courbe donnée se rencontrent selon un angle fixe.
Le théorème de Thalès sur une corde PQ peut être considéré comme l'orthoptique de deux cercles dégénérés aux deux points P et Q .

## Exemples d'orthoptiques

### Orthoptique d'une parabole
Toute parabole peut être transformée par un mouvement rigide (les angles ne sont pas modifiés) en une parabole d'équation {\displaystyle y=ax^{2}}. La pente en un point de cette parabole est {\displaystyle m=2ax}. Remplacer {\displaystyle x} donne la représentation paramétrique de la parabole avec la pente tangente comme paramètre : {\displaystyle \ ({\tfrac {m}{2a}},{\tfrac {m^{2}}{4a}})\;.} La tangente a pour équation {\displaystyle y=mx+n} avec le paramètre encore inconnu {\displaystyle n}, qui peut être déterminé en insérant les coordonnées du point de la parabole. On obtient {\displaystyle \ y=mx-{\tfrac {m^{2}}{4a}}\;.}
Si une tangente contient le point (x0, y0), hors de la parabole, alors l'équation
{\displaystyle y_{0}=mx_{0}-{\frac {m^{2}}{4a}}\quad \rightarrow \quad m^{2}-4ax_{0}\;m+4ay_{0}=0}
est vraie, qui admet deux solutions m1 et m2 correspondant aux deux tangentes passant par (x0, y0). Le terme constant d'une équation quadratique réduite est toujours le produit de ses solutions. Par conséquent, si les tangentes se rencontrent en (x0, y0) orthogonalement, les équations suivantes s'appliquent :
{\displaystyle m_{1}m_{2}=-1=4ay_{0}}
La dernière équation est équivalente à
{\displaystyle y_{0}=-{\frac {1}{4a}}\;,}
qui est l'équation de la directrice.

### Orthoptique d'une ellipse et d'une hyperbole

#### Ellipse
Soit {\textstyle \;E:\;{\tfrac {x^{2}}{a^{2}}}+{\tfrac {y^{2}}{b^{2}}}=1\;} l'ellipse étudiée.
Les tangentes à l'ellipse {\displaystyle E} aux sommets et les co-sommets se croisent aux 4 points {\displaystyle (\pm a,\pm b)}, qui se situent sur la courbe orthoptique désirée (le cercle {\displaystyle x^{2}+y^{2}=a^{2}+b^{2}} ).
La tangente en un point {\displaystyle (u,v)} de l'ellipse {\displaystyle E} a l'équation {\textstyle {\frac {u}{a^{2}}}x+{\frac {v}{b^{2}}}y=1} (voir tangente à une ellipse). Si le point n'est pas un sommet, cette équation peut être résolue pour y : {\textstyle \ y=-{\frac {b^{2}u}{a^{2}v}}\;x\;+\;{\frac {b^{2}}{v}}\;.}
En notant {\textstyle (I)\;m=-{\frac {b^{2}u}{a^{2}v}},\;{\color {red}n={\frac {b^{2}}{v}}}\;} et l'équation {\textstyle \;{\color {blue}{\frac {u^{2}}{a^{2}}}=1-{\tfrac {v^{2}}{b^{2}}}=1-{\tfrac {b^{2}}{n^{2}}}}\;} on obtient :
{\displaystyle m^{2}={\frac {b^{4}u^{2}}{a^{4}v^{2}}}={\frac {1}{a^{2}}}{\color {red}{\frac {b^{4}}{v^{2}}}}{\color {blue}{\frac {u^{2}}{a^{2}}}}={\frac {1}{a^{2}}}{\color {red}n^{2}}{\color {blue}\left(1-{\frac {b^{2}}{n^{2}}}\right)}={\frac {n^{2}-b^{2}}{a^{2}}}\;.}
Ainsi {\displaystyle \ (II)\;n=\pm {\sqrt {m^{2}a^{2}+b^{2}}}} et l'équation d'une tangente non verticale est
{\displaystyle y=m\;x\;\pm {\sqrt {m^{2}a^{2}+b^{2}}}.}
La résolution de relations {\displaystyle (I)} pour {\displaystyle u,v} et en respectant {\displaystyle (II)} conduit à la représentation paramétrique dépendant de la pente de l'ellipse :
{\displaystyle (u,v)=\left(-{\frac {ma^{2}}{\pm {\sqrt {m^{2}a^{2}+b^{2}}}}}\;,\;{\frac {b^{2}}{\pm {\sqrt {m^{2}a^{2}+b^{2}}}}}\right)\ .\ }
Si une tangente contient le point {\displaystyle (x_{0},y_{0})}, hors de l'ellipse, alors on a l'équation
{\displaystyle y_{0}=mx_{0}\pm {\sqrt {m^{2}a^{2}+b^{2}}}}

Orthoptiques (cercles rouges) d'un cercle, ellipses et hyperboles

L'élimination de la racine carrée conduit à
{\displaystyle m^{2}-{\frac {2x_{0}y_{0}}{x_{0}^{2}-a^{2}}}m+{\frac {y_{0}^{2}-b^{2}}{x_{0}^{2}-a^{2}}}=0,}
qui a deux solutions {\displaystyle m_{1},m_{2}} correspondant aux deux tangentes passant par {\displaystyle (x_{0},y_{0})}. Le terme constant d'une équation quadratique monique est toujours le produit de ses solutions. Donc, si les tangentes se rencontrent en {\displaystyle (x_{0},y_{0})} orthogonalement, les équations suivantes sont vérifiées :
{\displaystyle m_{1}m_{2}=-1={\frac {y_{0}^{2}-b^{2}}{x_{0}^{2}-a^{2}}}}
La dernière équation est équivalente à
{\displaystyle x_{0}^{2}+y_{0}^{2}=a^{2}+b^{2}\;.}
Ainsi, les points d'intersection des tangentes orthogonales sont les points du cercle {\displaystyle x^{2}+y^{2}=a^{2}+b^{2}}, qu'on appelle cercle de Monge de l'ellipse.

#### Hyperbole
Le cas de l'ellipse peut être adapté presque exactement au cas de l'hyperbole. Les seules modifications à apporter sont de remplacer {\displaystyle b^{2}} par {\displaystyle -b^{2}} et restreindre m à |m| > b/a
Dans ce cas, les points d'intersection des tangentes orthogonales sont les points du cercle {\displaystyle x^{2}+y^{2}=a^{2}-b^{2}}, où a > b.

### Orthoptique d'un astroïde

Orthoptique (en violet) d'un astroïde

Un astroïde peut être décrit par la représentation paramétrique
{\displaystyle {\vec {c}}(t)=\left(\cos ^{3}t,\sin ^{3}t\right),\quad 0\leq t<2\pi } .
De la condition
{\displaystyle {\vec {\dot {c}}}(t)\cdot {\vec {\dot {c}}}(t+\alpha )=0}
on reconnaît la distance α dans l'espace des paramètres à laquelle apparaît une tangente orthogonale à {\displaystyle {\vec {\dot {c}}}(t)}. Il s'avère que la distance est indépendante du paramètre t, à savoir α = ± π/2
{\displaystyle {\begin{aligned}y&=-\tan t\left(x-\cos ^{3}t\right)+\sin ^{3}t,\\y&={\frac {1}{\tan t}}\left(x+\sin ^{3}t\right)+\cos ^{3}t.\end{aligned}}}
Leur point commun a pour coordonnées :
{\displaystyle {\begin{aligned}x&=\sin t\cos t(\sin t-\cos t),\\y&=\sin t\cos t(\sin t+\cos t).\end{aligned}}}
Il s'agit en même temps d'une représentation paramétrique de l'orthoptique.
L'élimination du paramètre t donne la représentation implicite
{\displaystyle 2\left(x^{2}+y^{2}\right)^{3}-\left(x^{2}-y^{2}\right)^{2}=0.}
En introduisant le nouveau paramètre φ = t − 5π/4, il vient
{\displaystyle {\begin{aligned}x&={\tfrac {1}{\sqrt {2}}}\cos(2\varphi )\cos \varphi ,\\y&={\tfrac {1}{\sqrt {2}}}\cos(2\varphi )\sin \varphi .\end{aligned}}}
La preuve utilise les identités de somme et de différence d'angle. On obtient ainsi la représentation polaire de l'orthoptique :
{\displaystyle r={\tfrac {1}{\sqrt {2}}}\cos(2\varphi ),\quad 0\leq \varphi <2\pi }
Ainsi, l'orthoptique d'un astroïde est un quadrifolium.

### Autres exemples
- L'orthoptique d'une cardioide est, selon les paramètres de la courbe, un cercle ou un limaçon.
- L'orthoptique d'une deltoïde est un cercle.
- L'orthoptique d'une spirale logarithmique est une spirale logarithmique de même paramètre.

## Isoptiques

### Isoptique de sections coniques

Isoptique (violette) d'une parabole pour les angles 80° et 100°

Isoptique (violet) d'une ellipse pour les angles 80° et 100°

Isoptique (violet) d'une hyperbole pour les angles 80° et 100°

Ci-dessous, les isotopes pour les angles α ≠ 90° sont répertoriés. On les appelle α-isoptiques.
Parabole
Les α -isoptiques de la parabole d'équation y = ax2 sont les branches de l'hyperbole
{\displaystyle x^{2}-\tan ^{2}\alpha \left(y+{\frac {1}{4a}}\right)^{2}-{\frac {y}{a}}=0.}
Les branches de l'hyperbole fournissent les isoptiques pour les deux angles α et 180° − α (voir image).
Ellipse
L'α-isoptique de l'ellipse d'équation
{\displaystyle \left(x^{2}+y^{2}-a^{2}-b^{2}\right)^{2}\tan ^{2}\alpha =4\left(a^{2}y^{2}+b^{2}x^{2}-a^{2}b^{2}\right)}
Hyperbole
L'α-isoptique de l'hyperbole d'équation
{\displaystyle \left(x^{2}+y^{2}-a^{2}+b^{2}\right)^{2}\tan ^{2}\alpha =4\left(a^{2}y^{2}-b^{2}x^{2}+a^{2}b^{2}\right).}
Pour visualiser les isoptiques, voir courbe implicite.

### Autres exemples
- Une isoptique d'une épicycloïde est une épitrochoïde
- Une isoptique d'une hypocycloïde est une hypotrochoïde
- Une isoptique d'une spirale sinusoïdale est une autre spirale sinusoïdale
- Une isoptique d'une cycloïde est une autre cycloïde, allongée ou raccourcie